# Kali Kopae
Kali Kopae ist eine neuseeländische Schauspielerin, Musicaldarstellerin und Synchronsprecherin.

## Leben
Kopae gehört zur indigenen Bevölkerung Neuseelands, den Maori. Von 2002 bis 2005 studierte sie Schauspiel, Gesang und Tanz an der National Academy of Singing and Dramatic Art und schloss ihr Studium mit einem Bachelor of Arts ab. Sie ist mit dem Theaterschaffenden Jamie McCaskill verheiratet. 2005 debütierte sie im Musical Oliver am The Court Theatre. Im Folgejahr erhielt sie am Showbiz Christchurch eine Rolle im Musical Beauty and the Beast. Ab 2007 wirkte sie in verschiedenen Theaterproduktionen, meist mit Hone Kouka als Regisseur, mit. Sie gehört zum Ensemble des Circa Theatre.
2009 gab sie ihr Filmschauspieldebüt in der Filmproduktion Separation City – Stadt der Untreuen. Nach fast zehn Jahren Abstand vom Filmschauspiel übernahm sie ab 2018 wiederkehrende Rollen in den Fernsehserien Takes A Village, Colonial Combat und The Dead Lands. 2021 folgte eine Episodenrolle in der Fernsehserie Wellington Paranormal. Eine größere Rolle übernahm sie im selben Jahr im Film Poppy. 2022 stellte sie die größere Rolle der Mira Szászy im Film Whina dar. Im selben Jahr spielte sie die weibliche Hauptrolle im Kurzfilm SMOG. Im August 2022 wurde der Kurzfilm auf dem New Zealand International Film Festival gezeigt. 2022 spielte sie ebenfalls im Film Battle Cabin – Kampf ums Überleben mit. Außerdem war sie im Jahr 2022 in der Rolle einer magisch begabten Frau, bezeichnet als „Asketin“, aus Rhûn, dem Osten Mittelerdes, in drei Episoden als Antagonistin zu sehen. 2024 erhielt sie eine Rollenbesetzung in einer Episode der Fernsehserie Brokenwood – Mord in Neuseeland.

## Filmografie (Auswahl)
- 2009: Separation City – Stadt der Untreuen (Separation City)
- 2018: Takes A Village (Fernsehserie)
- 2019: Colonial Combat (Fernsehserie, 9 Episoden)
- 2020: The Dead Lands (Fernsehserie, 3 Episoden)
- 2021: Wellington Paranormal (Fernsehserie, Episode 3x01)
- 2021: Poppy
- 2022: Whina
- 2022: SMOG (Kurzfilm)
- 2022: Battle Cabin – Kampf ums Überleben (Northspur)
- 2022: Der Herr der Ringe: Die Ringe der Macht (The Lord of the Rings: The Rings of Power, Fernsehserie, 3 Episoden)
- 2023: Search for Hawaiki (Kurzfilm)
- 2024: Brokenwood – Mord in Neuseeland (The Brokenwood Mysteries, Fernsehserie, Episode 10x02)

## Synchronisationen (Auswahl)
- 2024: Flintlock: The Siege of Dawn (Computerspiel)

## Musicals (Auswahl)
- 2005: Oliver, Regie: Cathy Downes, The Court Theatre
- 2006: Beauty and the Beast, Regie: Stephen Robertson, Showbiz Christchurch
- 2008: Don Quixote, Regie: Simon Ferry, Centrepoint Theatre
- 2009: Kia Ora Khalid, Regie: Sara Brodie, Capital E
- 2015: The Beautiful Ones, Regie: Hone Kouka, Circa Theatre/Tawata Productions
- 2016: Grease, Regie: Lyndee-Jane Rutherford, Ben McDonald Productions
- 2017: Saturday Night Fever, Regie: Lyndee-Jane Rutherford, Ben McDonald Productions

## Theater (Auswahl)
- 2007: The Graduate, Regie: Cathy Downes, Downstage Theatre
- 2007: Othello, Regie: Jonathan Hendrey, Downstage Theatre
- 2007: Flagons and Foxtrot, Regie: Alison Quigan, Downstage Theatre
- 2008: He Reo Aroha, Regie: Hone Kauka, Tawata Productions
- 2010: BeatCamp, Regie: Andrea Sanders, Circa Theatre
- 2010: He Reo Aroha, Regie: Hone Kouka, Tawata Productions International Arts Festival
- 2010: Robin Hood, Regie: Sue Wilson, Circa Theatre
- 2013: TU, Regie: Hone Kouka, Tawata Productions
- 2014: Hikoi, Regie: Nancy Brunning, Hapai Productions
- 2015: The Beautiful Ones, Regie: Hone Kouka, Tawata Productions
- 2015: Hikoi, Regie: Nancy Brunning, Auckland Arts Festival / Hapai Productions
- 2015–2016: Not in Our Neighbourhood, Regie: Jamie McCaskill,  NZ Festival/Tikapa Productions
- 2016: La Casa Azul, Regie: Lyndee-Jane Rutherford, Circa Theatre
- 2017: A Dolls House, Regie: Kathy McRae, Circa Theatre
- 2017: The Biggest, Regie: Jamie McCaskill, Tikapa Productions/Auckland Arts Festival
- 2019: Burn Her, Regie: Kathy McRae, Circa Theatre
- 2024: And The Lochburns, Regie: Andrew Paterson, Circa Theatre